# NGC 5474
NGC 5474 é uma galáxia espiral (Sc) do grupo M101 localizada na direcção da constelação de Ursa Major. Possui uma declinação de +53° 39' 46" e uma ascensão recta de 14 horas, 05 minutos e 01,4 segundos.
A galáxia NGC 5474 foi descoberta em 1 de Maio de 1788 por William Herschel.